# Jackie Kong
Jackie Kong (* 14. Juni 1954 in Merced, Kalifornien) ist eine US-amerikanische Drehbuchautorin, Filmproduzentin und Filmregisseurin.

## Leben
Jackie Kong wuchs als Tochter chinesischer Einwanderer in Kalifornien auf. 1983 drehte sie den B-Movie The Being. Dem Horrorfilm folgte Police Patrol – Die Chaotenstreife vom Nachtrevier mit Linda Blair, ein Police Academy-Rip-off.
Zusammen mit Freunden gründete sie die Produktionsgesellschaft PMS-Filmworks. Die ersten Projekte Blood Diner und Nachtakademie entstanden zeitgleich für den Vertrieb Vestron Video. Obwohl Blood Diner relativ erfolgreich war, blieben dies die einzigen Filme der Firma, die kurz darauf bankrottging.
2001 versuchte Kong ein Comeback mit der Serie Karaoke Nights, die jedoch floppte.

## Filmografie
- 1983: The Being
- 1984: Police Patrol – Die Chaotenstreife vom Nachtrevier (Night Patrol)
- 1987: Nachtakademie (The Underachievers)
- 1987: Blood Diner
- 2001: Karaoke Nights (Fernsehserie)